# Joanna Hayes

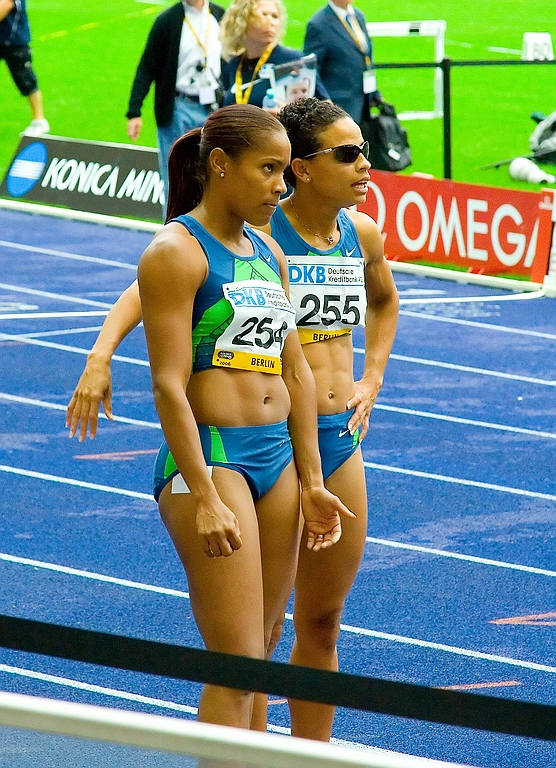
Brigitte Foster (links) und Joanna Hayes 2006 in Berlin

Joanna Hayes (* 23. Dezember 1976 in Williamsport, Pennsylvania) ist eine ehemalige US-amerikanische Hürdenläuferin und Olympiasiegerin.
In ihrem heutigen Wohnort Los Angeles besuchte sie die High School und das College an der UCLA. Ihre Karriere begann 1994 mit einem 7. Platz im 100-Meter-Hürdenlauf bei den nationalen Juniorenmeisterschaften. 1995 holte sie Gold bei den Juniorenmeisterschaften in der Disziplin 100 Meter Hürden und einen 5. Platz beim 400-Meter-Hürdenlauf und gewann nochmals Gold bei den Panamerikanischen Juniorenmeisterschaften. In den Jahren 1997 bis 2001 gewann sie mehrere 100- und 400-Meter-Hürdenläufe, konnte aber keine durchweg erstklassige Leistung zeigen, da sie zu viele 4., 5. und 6. Plätze belegte.
Dies änderte sich erst, als sie 2002 begann, im Sportzentrum von Jackie Joyner-Kersee zu trainieren. 2003 belegte sie einen 2. Platz bei den amerikanischen Meisterschaften und holte Gold bei den Panamerikanischen Spielen in Santo Domingo. 2004 wurde sie Zweite bei den nationalen Hallenmeisterschaften über 60 Meter Hürden und holte sich die Goldmedaille über 100 Meter Hürden bei den Olympischen Spielen 2004 in Athen vor Olena Krassowska (UKR) und Melissa Morrison (USA). Bei den Weltmeisterschaften 2005 in Helsinki strauchelte sie im Finale der 100 Meter Hürden an der letzten Hürde und wurde Achte.
Joanna Hayes hatte bei einer Größe von 1,68 m ein Wettkampfgewicht von 58 kg.
Nach ihrer sportlichen Karriere wurde sie Trainerassistentin an der University of Southern California und seit 2024 Athletic Director für Leichtathletik und Cross Country der UCLA.

## Persönliche Bestzeiten
- 100 m – 11,41 s
- 100 m Hürden – 12,37 s
- 400 m Hürden – 54,57 s